# Mistrovství Evropy ve fotbale hráčů do 21 let 2006
Mistrovství Evropy ve fotbale hráčů do 21 let 2006 bylo 15. ročníkem tohoto turnaje. Vítězem se stala nizozemská fotbalová reprezentace do 21 let.

## Kvalifikace
Hlavní článek: Kvalifikace na Mistrovství Evropy ve fotbale hráčů do 21 let 2006
Celkem 48 týmů bylo v kvalifikaci rozlosováno do osmi skupin po pěti, šesti, resp. sedmi týmech. Ve skupinách se utkal každý s každým doma a venku. Dva nejlepší týmy z každé skupiny postoupily do baráže, kde se šestnáctka týmů utkala systémem doma a venku o osm míst na závěrečném turnaji.

## Základní skupina

### Skupina A
| Tým                 | Z | V | R | P | VG | IG | +/- | B |
| ------------------- | - | - | - | - | -- | -- | --- | - |
| Francie             | 3 | 3 | 0 | 0 | 6  | 0  | +6  | 9 |
| Srbsko a Černá Hora | 3 | 1 | 0 | 2 | 2  | 3  | -1  | 3 |
| Německo             | 3 | 1 | 0 | 2 | 1  | 4  | -3  | 3 |
| Portugalsko         | 3 | 1 | 0 | 2 | 1  | 3  | -2  | 3 |

| 23. května 2006 17:15 |        |              |                                                                        |
| Srbsko a Černá Hora   | 0:1    | Německo      | Estádio Cidade de Barcelos, Barcelos rozhodčí: Serge Gumienny (Belgie) |
|                       | Report | Polanski 61' | Estádio Cidade de Barcelos, Barcelos rozhodčí: Serge Gumienny (Belgie) |

| 23. května 2006 19:45 |        |                |                                                                  |
| Portugalsko           | 0:1    | Francie        | Estádio Municipal de Braga, Braga rozhodčí: Howard Webb (Anglie) |
|                       | Report | Vale 41' (vl.) | Estádio Municipal de Braga, Braga rozhodčí: Howard Webb (Anglie) |

| 25. května 2006 17:15                       |        |         |                                                                                       |
| Francie                                     | 3:0    | Německo | Estádio D. Afonso Henriques, Guimarães rozhodčí: Alberto Undiano Mallenco (Španělsko) |
| Sinama Pongolle 45' Gouffran 71' Mavuba 75' | Report |         | Estádio D. Afonso Henriques, Guimarães rozhodčí: Alberto Undiano Mallenco (Španělsko) |

| 25. května 2006 19:45 |        |                                  |                                                                         |
| Portugalsko           | 0:2    | Srbsko a Černá Hora              | Estádio Cidade de Barcelos, Barcelos rozhodčí: Martin Hansson (Švédsko) |
|                       | Report | Zé Castro 17' (vl.) Ivanović 65' | Estádio Cidade de Barcelos, Barcelos rozhodčí: Martin Hansson (Švédsko) |

| 28. května 2006 19:45 |        |                |                                                                      |
| Německo               | 0:1    | Portugalsko    | Estádio D. Afonso Henriques, Guimarães rozhodčí: Alon Yefet (Izrael) |
|                       | Report | Moutinho 90+4' | Estádio D. Afonso Henriques, Guimarães rozhodčí: Alon Yefet (Izrael) |

| 28. května 2006 19:45        |        |                     |                                                                      |
| Francie                      | 2:0    | Srbsko a Černá Hora | Estádio Municipal de Braga, Braga rozhodčí: Gerald Lehner (Rakousko) |
| Bergougnoux 33' Toulalan 54' | Report |                     | Estádio Municipal de Braga, Braga rozhodčí: Gerald Lehner (Rakousko) |

### Skupina B
| Tým        | Z | V | R | P | VG | IG | +/- | B |
| ---------- | - | - | - | - | -- | -- | --- | - |
| Ukrajina   | 3 | 2 | 0 | 1 | 4  | 3  | +1  | 6 |
| Nizozemsko | 3 | 1 | 1 | 1 | 3  | 3  | 0   | 4 |
| Itálie     | 3 | 1 | 1 | 1 | 4  | 4  | 0   | 4 |
| Dánsko     | 3 | 0 | 2 | 1 | 5  | 6  | -1  | 2 |

| 24. května 2006 17:15          |        |               |                                                                        |
| Ukrajina                       | 2:1    | Nizozemsko    | Estádio Municipal de Águeda, Águeda rozhodčí: Gerald Lehner (Rakousko) |
| Milevskij 39' (pen.) Fomin 51' | Report | Luirink 90+2' | Estádio Municipal de Águeda, Águeda rozhodčí: Gerald Lehner (Rakousko) |

| 24. května 2006 19:45                 |        |                                        |                                                                   |
| Itálie                                | 3:3    | Dánsko                                 | Estádio Municipal de Aveiro, Aveiro rozhodčí: Alon Yefet (Izrael) |
| Potenza 16' Palladino 61' Bianchi 90' | Report | Würtz 21' Kahlenberg 33' Andreasen 41' | Estádio Municipal de Aveiro, Aveiro rozhodčí: Alon Yefet (Izrael) |

| 26. května 2006 17:15 |        |               |                                                                       |
| Dánsko                | 1:1    | Nizozemsko    | Estádio Municipal de Aveiro, Aveiro rozhodčí: Serge Gumienny (Belgie) |
| Kahlenberg 48'        | Report | Huntelaar 38' | Estádio Municipal de Aveiro, Aveiro rozhodčí: Serge Gumienny (Belgie) |

| 26. května 2006 19:45 |        |          |                                                                    |
| Itálie                | 1:0    | Ukrajina | Estádio Municipal de Águeda, Águeda rozhodčí: Howard Webb (Anglie) |
| Chiellini 90+3'       | Report |          | Estádio Municipal de Águeda, Águeda rozhodčí: Howard Webb (Anglie) |

| 29. května 2006 19:45 |        |        |                                                                        |
| Nizozemsko            | 1:0    | Itálie | Estádio Municipal de Aveiro, Aveiro rozhodčí: Martin Hansson (Švédsko) |
| de Ridder 74'         | Report |        | Estádio Municipal de Aveiro, Aveiro rozhodčí: Martin Hansson (Švédsko) |

| 29. května 2006 19:45 |        |                         |                                                                                    |
| Dánsko                | 1:2    | Ukrajina                | Estádio Municipal de Águeda, Águeda rozhodčí: Alberto Undiano Mallenco (Španělsko) |
| Kahlenberg 43'        | Report | Fomin 31' Milevskij 84' | Estádio Municipal de Águeda, Águeda rozhodčí: Alberto Undiano Mallenco (Španělsko) |

## Play off

### Semifinále
| 1. června 2006 17:15        |              |                             |                                                                                  |
| Francie                     | 2:3 (prodl.) | Nizozemsko                  | Estádio Municipal de Braga, Braga rozhodčí: Alberto Undiano Mallenco (Španělsko) |
| Faubert 51' Bergougnoux 85' | Report       | Hofs 6', 107' Huntelaar 38' | Estádio Municipal de Braga, Braga rozhodčí: Alberto Undiano Mallenco (Španělsko) |

| 1. června 2006 19:45 |              |                     |                                                                    |
| Ukrajina             | 0:0 (prodl.) | Srbsko a Černá Hora | Estádio Municipal de Aveiro, Aveiro rozhodčí: Howard Webb (Anglie) |
|                      | Report       |                     | Estádio Municipal de Aveiro, Aveiro rozhodčí: Howard Webb (Anglie) |

|                                                 |     | Penaltový rozstřel                               |  |
| Alijev Fomin Čigrynskij Hodin Jatsenko Maksymov | 5:4 | Janković Milijaš Milovanović Basta Lomić Purović |  |

### Finále
| 4. června 2006 19:45                 |        |          |                                                            |
| Nizozemsko                           | 3:0    | Ukrajina | Estádio do Bessa, Porto rozhodčí: Martin Hansson (Švédsko) |
| Huntelaar 11', 43' (pen.) Hofs 90+4' | Report |          | Estádio do Bessa, Porto rozhodčí: Martin Hansson (Švédsko) |